# Himalia (hold)
A Himalia (görögül Ἱμαλíα) egy Jupiter-hold. Charles Dillon Perrine fedezte fel a Lick Obszervatóriumban 1904-ben. Himalia nimfa után nevezték el, aki Zeusz három fiát szülte.
2000. december 19-én a Cassini űrszonda, útközben a Szaturnusz felé, felvett egy nagyon kicsi felbontású képet a Himaliáról, de túl távoli volt ahhoz, hogy bármilyen részletet megtudhassunk a felszínéről.
A Himalia csak 1975-ben kapta meg mai nevét; előtte Jupiter VI-ként ismerték. Néha Hesztiának is hívták.
A hold annak a csoportnak a legnagyobb tagja, melynek a nevét adja (öt hold, amely 11 és 13 Gm között kering a Jupiter körül körülbelül 27,5°-os inklinációval).